# 1959 na ciência

## Nascimentos
| Data           | Nome                  | Profissão                                           | Nacionalidade  | Observações                                                                                | Ref   |
| -------------- | --------------------- | --------------------------------------------------- | -------------- | ------------------------------------------------------------------------------------------ | ----- |
| 26 de janeiro  | Bob Lazar             | físico                                              | Estados Unidos |                                                                                            |       |
| 19 de março    | Marcelo Gleiser       | físico, astrônomo, professor, escritor e roteirista | Brasil         |                                                                                            |       |
| 3 de agosto    | Koichi Tanaka         | químico                                             | Japão          | Nobel da Química 2002                                                                      | [ 1 ] |
| 14 de agosto   | Peter Shor            | matemático e cientista de computação                | Estados Unidos |                                                                                            |       |
| 22 de agosto   | Stephen Wolfram       | cientista                                           | Reino Unido    |                                                                                            |       |
| 15 de setembro | Paulo Vieira          | cientista                                           | Portugal       |                                                                                            |       |
| 13 de novembro | Lene Hau              | física                                              | Dinamarca      |                                                                                            |       |
| 15 de novembro | Jean-François Le Gall | matemático                                          | França         | Prémio Rollo Davidson 1986 Prémio Loève 1997 Prémio Sophie Germain 2005 Prémio Fermat 2005 | [ 2 ] |
| 9 de dezembro  | Karl Shuker           | zoólogo                                             | Reino Unido    |                                                                                            |       |
| 26 de dezembro | Steven R. White       | físico                                              | Estados Unidos |                                                                                            |       |

## Mortes
| Data            | Nome                            | Profissão             | Nacionalidade   | Observações                                                        | Ref               |
| --------------- | ------------------------------- | --------------------- | --------------- | ------------------------------------------------------------------ | ----------------- |
| 11 de fevereiro | Hardy Cross                     | engenheiro estrutural | Estados Unidos  | n. 1885 Medalha de Ouro do IStructE 1958                           | [ 3 ]             |
| 15 de fevereiro | Owen Willans Richardson         | físico                | Reino Unido     | n. 1879 Nobel da Física 1928 Medalha Hughes 1920 Medalha Real 1930 | [ 4 ] [ 5 ] [ 6 ] |
| 9 de junho      | Adolf Otto Reinhold Windaus     | químico               | Alemanha        | n. 1876 Nobel da Química 1928                                      | [ 1 ]             |
| 25 de junho     | Grigory Mihailovich Fichtenholz | matemático            | União Soviética | n. 1888                                                            |                   |
| 22 de julho     | David van Dantzig               | matemático            | Países Baixos   | n. 1900                                                            |                   |
| 31 de julho     | Oskar Vogt                      | neurologista          | Alemanha        | n. 1870                                                            |                   |
| 7 de outubro    | Aloísio de Castro               | neurologista e poeta  | Brasil          | n. 1881                                                            |                   |
| 15 de outubro   | Lipót Fejér                     | matemático            | Áustria-Hungria | n. 1880                                                            |                   |
| 15 de novembro  | Charles Thomson Rees Wilson     | físico                | Reino Unido     | n. 1869 Nobel da Física 1927 Medalha Hughes 1911 Medalha Real 1922 | [ 4 ] [ 5 ] [ 6 ] |
| 18 de novembro  | Aleksandr Khinchin              | matemático            | União Soviética | n. 1894                                                            |                   |
| 6 de dezembro   | Erhard Schmidt                  | matemático            | Alemanha        | n. 1876                                                            |                   |

## Prémios

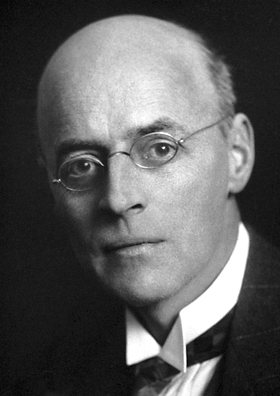
Owen Willans Richardson
(1879 - 1959)

### Medalha Arthur L. Day
- Sir Edward C. Bullard[7]

### Medalha Bigsby
- Basil Charles King[8]

### Medalha Bruce
- Bengt Strömgren[9]

### Medalha Copley
- Macfarlane Burnet[10]

### Medalha Davy
- Robert Burns Woodward[11]

### Medalha Hughes
- Brian Pippard[5]

### Medalha Lobachevsky
- Aleksei Pogorelov[12]

### Medalha de Ouro Lomonossov
- Pyotr Leonidovich Kapitsa[13]

### Medalha de Ouro da Royal Astronomical Society
- Raymond Arthur Lyttleton[14]

### Medalha Penrose
- Adolph Knopf[15]

### Medalha Real
- Fisiologia - Peter Brian Medawar[6]
- Física - Rudolf Peierls[6]

### Prémio Nobel
- Física - Emilio Gino Segrè,[4] Owen Chamberlain[4]
- Química - Jaroslav Heyrovsky[1]
- Medicina - Severo Ochoa,[16] Arthur Kornberg[16]